# Flughafen Trabzon

i8
i11
i13
Der Flughafen Trabzon (türkisch Trabzon Havalimanı, IATA-Code: TZX, ICAO-Code: LTCG) ist ein türkischer Verkehrsflughafen mit internationaler Klassifizierung nahe der Stadt Trabzon. Er wird durch die staatliche DHMI betrieben.

## Geschichte
Der Flughafen wurde 1957 dem Betrieb übergeben und wird nach anfänglicher Militärnutzung inzwischen ausschließlich zivil genutzt. Da der Flughafen für internationale Flüge und Inlandsflüge ausgelegt ist, befinden sich die Abfertigungseinrichtungen für internationalen und nationalen Verkehr, wie früher üblich, in zwei Gebäuden separat voneinander. Beide Gebäude sind wegen Modernisierungs- und Ausbaumaßnahmen vergleichsweise jung, welche in den 1990er Jahren anlässlich einer geplanten Erweiterung des Flughafens folgten und sich über mehrere Jahre hinzogen.

## Flughafengelände

### Terminals
Das internationale Terminal verfügt über eine Bodenfläche von 9710 Quadratmetern und ist seit 1998 in Betrieb. Es hat eine Kapazität von 1,5 Millionen Passagieren im Jahr und verfügt über zehn Check-In-Schalter, Bars, Restaurants, Gebetsräumlichkeiten für Muslime und im Gegensatz zum Inlandsflugterminal über einen Duty-Free-Shop. Auch ein Gesundheitsdienst befindet sich hier.
Das knapp ziemlich genau zehn Jahre jüngere Terminal für den Inlandsflugbetrieb ist seit Ende 2008 in Betrieb. Es ist etwas geräumiger und großzügiger gebaut – die Grundfläche beträgt 14.035 Quadratmeter – und ist auch für eine größere Passagierzahl (zwei Millionen im Jahr) ausgelegt. Es verfügt über insgesamt 28 Check-In-Schalter und zahlreiche Geschäfte und Bars. Wie auch im internationalen Terminal befindet sich hier ein Gesundheitsdienst.

### Sonstiges
Der Flughafen hat eine befestigte Start- und Landebahn, welche zusätzlich über ein Instrumentenlandesystem (ILS) verfügt. Das Vorfeld hat eine Größe von 340 × 102 Metern und kann sieben Verkehrsflugzeuge aufnehmen.

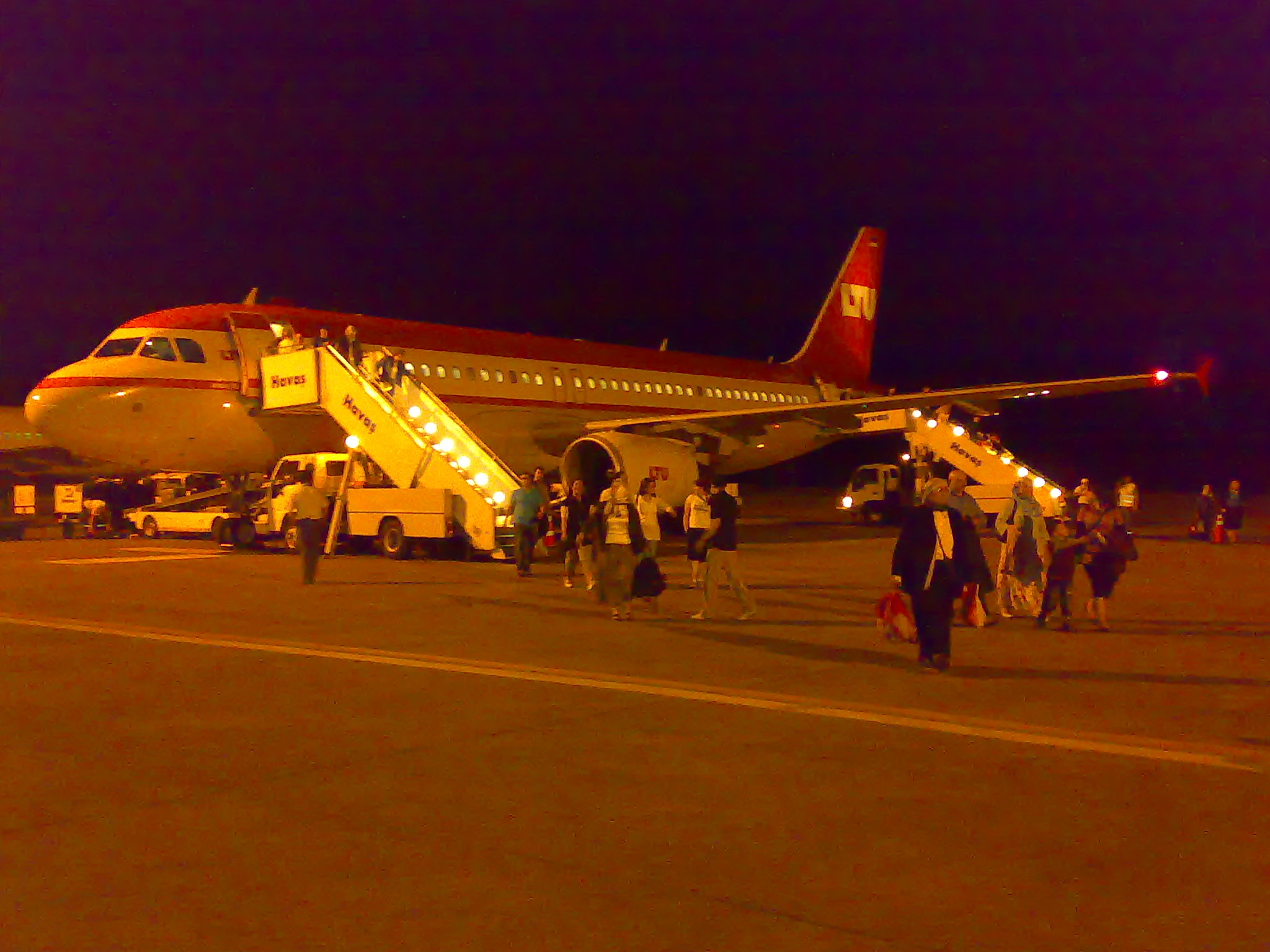
Airbus A320 der LTU in Trabzon

Die dem Flughafen zugeordnete Stadt Trabzon liegt etwa vier bis sechs Kilometer westlich entfernt. Sie ist mit Taxi, Privatwagen oder Flughafenbus zu erreichen. Tägliche Kleinbusverbindungen mit den östlichen Provinzen Rize und Artvin sind vorhanden. Vor dem Terminal gibt es einen Parkplatz für 385 Fahrzeuge.
Der Flughafen wird derzeit im Flugverkehr von zahlreichen Fluggesellschaften mit verschiedenen Zielen verbunden. Der Inlandsflugverkehr wird hauptsächlich von Turkish Airlines und Pegasus Airlines bedient, die Trabzon vom Flughafen Istanbul und Sabiha Gökçen Airport teilweise mehrmals täglich direkt anfliegen. AJet, Tochter der Turkish Airlines, fliegt zudem rund ein Dutzend Mal in der Woche zum Flughafen Ankara. Auch nach Antalya und Adana werden Flüge angeboten. Sun Express fliegt saisonal nach Köln/Bonn, Frankfurt und Stuttgart sowie ganzjährig nach Düsseldorf. Turkish Airlines fliegt im Sommer nach Berlin, Düsseldorf, Frankfurt, Stuttgart und Wien.

## Lage
Die Landebahn des Flughafens Trabzon liegt unmittelbar neben dem Schwarzen Meer auf einer Höhe von 32 Metern.

## Zwischenfälle
- Am 29. August 1968* verunglückte eine Douglas DC-6/C-118A der United States Air Force (USAF) (Luftfahrzeugkennzeichen 53-3243) am Flughafen Trabzon. Das Flugzeug wurde irreparabel beschädigt. Über Personenschäden ist nichts bekannt. * Abweichend wird auch der 7. Juli 1968 als Unfalldatum genannt.[8]

- Am 13. Januar 2018 kam gegen 23:30 Uhr in der Nacht eine aus Ankara kommende Boeing 737-800 (TC-CPF) der Pegasus Airlines während der Landung von der Start- und Landebahn ab. Das Flugzeug stürzte einen Abhang hinunter und kam kurz vor dem Schwarzen Meer zum Stehen. Nach Angaben der Fluggesellschaft blieben alle Passagiere unverletzt, allerdings wurde das Flugzeug schwer beschädigt. Das rechte Triebwerk wurde abgerissen und landete im Meer.[9][10]

## Verkehrszahlen
| Jahr | Passagiere | Veränderung zum Vorjahr |
| ---- | ---------- | ----------------------- |
| 2024 | 3.584.104  | ▲ 2,4 %                 |
| 2023 | 3.499.592  | ▲ 10,2 %                |
| 2022 | 3.174.800  | ▲ 20,2 %                |
| 2021 | 2.614.385  | ▲ 45,1 %                |
| 2020 | 1.789.153  | ▼ 52,5 %                |
| 2019 | 3.767.148  | ▼ 6,5 %                 |
| 2018 | 4.028.563  | ▼ 2,9 %                 |
| 2017 | 4.148.929  | ▲ 11,7 %                |
| 2016 | 3.713.994  | ▲ 10,4 %                |
| 2015 | 3.362.799  | ▲ 21,1 %                |
| 2014 | 2.777.536  | ▲ 6,0 %                 |
| 2013 | 2.620.887  | ▲ 9,0 %                 |
| 2012 | 2.404.150  | ▲ 5,4 %                 |
| 2011 | 2.280.017  | ▲ 16,1 %                |
| 2010 | 1.963.169  | ▲ 22,9 %                |
| 2009 | 1.596.905  | ▲ 8,7 %                 |
| 2008 | 1.469.713  | ▼ 0,9 %                 |
| 2007 | 1.482.760  | ▬                       |